# 詠春 (電影)
《詠春》是齣於1994年出品的香港電影，由楊紫瓊和甄子丹主演。

## 劇情簡介
一夥山賊常年盤踞某山區大聖峰。山腳下的村子裡有一戶嚴姓人家以賣豆腐為生。大女兒詠春（楊紫瓊飾）自幼許配梁博滔（甄子丹飾），她17歲時因逃避惡霸逼婚，所以進山隨五枚師太（鄭佩佩飾）學武，10年後才回村。梁博滔不等詠春回來，也外出學藝以保護詠春，杳無音訊。詠春有一姑姑名為芳姑（苑瓊丹飾）精於經營，人稱鐵嘴玉算盤，20有餘尚未許人。詠春回家後男裝打扮，保護一方平安。不久，嚴父護送二女詠秋去遠方夫家成親。
富家子黃學洲（李子雄飾）慕詠春之名而來，欲娶詠春。萬豔娘（洪欣飾）帶丈夫遠道找巫醫看病，遇山賊搶劫，被詠春所救，但丈夫去世。豔娘賣身葬夫，詠春幫其葬夫，並收留豔娘于家中。芳姑將豔娘打扮一番，幫她賣豆腐，嚴家的豆腐店因豔娘的美豔轟動遠近。梁博滔藝業有成，也來嚴家認親，路遇山賊二寨主飛天猴子搶豔娘，被梁博滔擊退，救回豔娘。梁博滔把豔娘誤認為詠春，又誤男裝的詠春為豔娘情人。
結果，梁博滔、黃學洲和豔娘之間發生誤會。芳姑有心于黃學洲，略施小計，與其成就好事，互贈信物。二寨主又來嚴家搶親，被詠春打傷。大寨主飛天猩猩（徐少強飾）來為二寨主報仇，抓去豔娘為人 質。詠春施救不及，又不敵飛天猩猩的棉花肚功夫，梁博滔助戰，也被打傷。在療傷過程中，梁博滔與詠春互說前事，終於認出詠春。梁博滔和詠春雙闖山寨，救出豔娘，但卻無法制服飛天猩猩。
於是，詠春回山找師父五枚師太求助。五枚師太授以寸功，破掉飛天猩猩的棉花肚。山賊見狀都降服，詠春令其散夥歸良。黃學洲滿以為自己選中的是豔娘，經芳姑說破，後悔不及。時值嚴父回家，梁博滔與詠春、黃學洲與芳姑成其百年之好。嚴父樂不可支，自認倉底貨已售出，皆大歡喜。

## 演員
| 演員   | 角色     | 簡介                                 |
| 楊紫瓊 | 詠春     | 梁博滔之未婚妻，女扮男装             |
| 甄子丹 | 梁博儔   | 詠春之未婚夫，初时误以为万艳娘是詠春 |
| 李子雄 | 黄学州   | 黄秀才                               |
| 洪欣   | 万艳娘   | 迷人寡妇，豆腐西施                   |
| 苑琼丹 | 芳姑     | 詠春之姑姑                           |
| 徐少強 | 飞天猩猩 | 山寨老大                             |
| 崔亞輝 | 飞天猴子 | 二寨主，强抢万艳娘                   |
| 郑佩佩 | 五枚师太 | 詠春之师父                           |

## 製作人員
- 出品人：袁和平
- 監製：袁和平
- 导演：袁和平
- 執行導演：黃永輝
- 策劃：汪鏸謙
- 编剧：黃永輝、鄧碧燕
- 摄影指導：李屏宾
- 美術指導：李耀光
- 服裝指導：徐艷兒
- 动作指导：袁和平、袁信义、甄子丹

## 電影歌曲
- 主題曲〈問〉

演唱：陳淑樺

詞曲：李宗盛
發行：滾石唱片有限公司

## 外部連結
- 開眼電影網上《詠春》的資料（繁體中文）
- 豆瓣电影上《詠春》的資料 （简体中文）
- 时光网上《詠春》的資料（简体中文）
- AllMovie上《詠春》的资料（英文）
- 爛番茄上《詠春》的資料（英文）
- 香港影庫上《詠春》的資料（繁體中文）
- 互联网电影数据库（IMDb）上《詠春》的资料（英文）